# Webbmatte.se
Webbmatte.se var en webbplats som erbjöd hjälp för studier i matematik, särskilt för årskurs 6-9 i grundskolan och gymnasieskolans kurs Matematik A. Webbmatte öppnades den 27 februari 2007 och stängdes den 30 december 2022. 
Projektet var en del av Myndigheten för skolutvecklings arbete med mångfald och likvärdighet. Stockholms kommun fick uppdraget att erbjuda webbplatsen gratis till alla skolor och elever i Sverige. Den fanns tillgänglig på åtta olika språk för elever i grundskolan: svenska, engelska, arabiska, spanska, persiska, polska, ryska, somaliska och tre språk för gymnasieelever.